# Yuta
Nakamoto Yuta (中本 悠太 (Trung Bổn Du Thái) tiếng Hàn: 나카모토유타; sinh ngày 26 tháng 10 năm 1995), thường được biết đến với nghệ danh Yuta (tiếng Hàn: 유타), là một nam ca sĩ người Nhật Bản đang hoạt động tại Hàn Quốc. Anh là thành viên của nhóm nhạc nam NCT do SM Entertainment thành lập và quản lý, cũng như các nhóm nhỏ NCT U và NCT 127.

## Tiểu sử
Yuta sinh ngày 26 tháng 10 năm 1995 tại Kadoma, Osaka, Nhật Bản. Anh là con thứ hai trong gia đình có ba người con, với một chị gái và một em gái.Anh tốt nghiệp Trung học Quốc tế Đại học Yashima Gakuen. Yuta chơi bóng đá từ nhỏ và từng mơ ước trở thành một cầu thủ bóng đá chuyên nghiệp, anh từng là cầu thủ nhí và tập huấn trong đội tuyển thiếu niên tỉnh Osaka.

## Sự nghiệp

### Trước khi ra mắt
Năm 2012, sau khi thấy quảng cáo của nhóm nhạc DBSK cho SM Global Audition, Yuta đã tham gia thi tuyển vào SM và trúng tuyển, trở thành thực tập sinh nguời Nhật đầu tiên của công ty SM Entertainment.
Vào ngày 23 tháng 12 năm 2013, Yuta được giới thiệu là thành viên của SM Rookies và xuất hiện trong chương trình EXO 90:2014.

### 2016-2018: Ra mắt với NCT
Ngày 7 tháng 7 năm 2016 anh ra mắt trong sub-unit NCT 127 với mini-album đầu tiên NCT # 127, tập trung quảng bá tại Hàn Quốc với bài hát chủ đề "Fire Truck" (소방자). Yuta cũng đồng là nam ca sĩ người Nhật Bản đầu tiên của công ty SM Entertainment.

### 2017: Phát hànhLimitless và Cherry Bomb
Ngày 6 tháng 1 năm 2017: NCT 127 phát hành mini album thứ hai của nhóm mang tên Limitless, digital và physical ra mắt vào ngày 9 tháng 1 năm 2017.
Ngày 12 tháng 6 năm 2017, SM Entertainment và các thành viên cùng thông báo tên fandom chính thức là "NCTzen" (những cư dân ở thành phố NCT).
Ngày 14 tháng 6 năm 2017, NCT 127 phát hành mini album thứ ba của nhóm - Cherry Bomb. Ngày 22 tháng 6 năm 2017, NCT 127 đã giành được chiến thắng đầu tiên trên chương trình phát sóng âm nhạc hàng tuần M Countdown.

### 2018: Phát hành full album đầu tayRegular-Irregularvà repackageRegulate
Vào ngày 14 tháng 3 năm 2018, anh tham gia nhóm dự án NCT 2018 với full album đầu tiên - "Emphathy", xuất hiện cùng NCT 127 với bài hát "Touch". 
Vào ngày 23 tháng 5 năm 2018, NCT 127 chính thức ra mắt tại Nhật Bản với mini album đầu tay Chain với bài hát chủ đề cùng tên.
Vào ngày 11 tháng 8 năm 2018, anh là thành viên tham dự vào sub-unit đặc biệt NCT U với sân khấu đặc biệt "I Wanna Be a Celeb".
Phát hành full album đầu tay Regular-Irregular https://open.spotify.com/album/4oU5Tp952fPL7z2Bax4JmU?si=RmutUzdDRjq9_tIupn3s7w
Phát hành repackage  Regulate
https://open.spotify.com/album/5iJsCigDROOTMgUpJ6ex2S

### 2020: NCT 2020
Vào ngày 12 tháng 10 năm 2020, anh tham gia nhóm dự án NCT 2020 với full album thứ hai - Resonace Pt.1. Trong album lần này, Yuta đã tham gia thu âm và biểu diễn các các ca khúc "Dancing In The Rain", "Faded In My Last Song" và "From Home". Đặc biệt, với bài hát "From Home", lần đầu tiên Yuta có cơ hội hát lời hát tiếng mẹ đẻ của anh trên sóng đài truyền hình. Bài hát là sự kết hợp của 4 ngôn ngữ là tiếng Hàn, tiếng Trung, tiếng Nhật và tiếng Anh với ý nghĩa tất cả các thành viên, dù là quốc tịch nào, đến từ đâu, tất cả đều có chung một mái nhà, và mong mỏi sẽ được ở bên nhau dài lâu.
Vào ngày 23 tháng 11 năm 2020, anh tham gia nhóm dự án NCT 2020 với full album thứ hai - Resonace Pt.2. Trong album lần này, Yuta đã tham gia thu âm và biểu diễn các ca khúc: "Work It" và "Raise The Roof".

### 2021: Album Nhật LOVEHOLIC, lên sóng chương trình radio ユウタのYUTA at Home và Album thứ 3: Sticker
Vào ngày 4 tháng 12 năm 2021: Phát sóng radio cá nhân đầu tiên Yuta At Home trên sóng Tokyo Interfm FM897. Radio dự kiến kéo dài trong 3 tháng, nhưng nhờ sự ủng hộ ngoài mong đợi của các thính giả và người hâm mộ, Yuta At Home đã được chuyển thành chương trình dài kỳ vô thời hạn, phát sóng vào tối thứ 5 hàng tuần từ 19h đến 19h30 ICT trên sóng Tokyo Interfm FM897.
Vào ngày 17 tháng 2 năm 2021, NCT 127 phát hành mini album thứ  tại thị trường Nhật Bản mang tên 'Loveholic sản xuất bởi hãng thu âm Nhật Bản Avex Trax, nhân được thành công vang đội ở thị trường Nhật Bản. Ngày 19 tháng 3 năm 2021, Yuta cùng NCT 127 xuất hiện trên chương trình âm nhạc nổi tiếng nhất Nhật Bản Music Station, lên bìa tạp chí "Men's Non-no" và "Elle". Yuta phỏng vấn và chụp ảnh cá nhân trên tạp chí âm nhạc "Music Complex PMC Vol 20".
Đầu năm 2021, Yuta trở thành Nam nghệ sĩ Nhật Bản có nhiều người theo dõi nhất trên mạng xã hội Instagram với hơn 5,700,000 người theo dõi tính đến tháng 5 năm 2021.
Vào ngày 17 tháng 9 năm2021, Yuta cùng NCT 127 ra mắt album Sticker https://open.spotify.com/album/7sf7G0C6NuW8GjQbWwJlGk?si=fnVum3hyTx6Cso8_5yASeQ
Sticker đã dành được nhiều giải thưởng danh giá với 9 cúp trên các chương trình âm nhạc cuối tuần.

### 2022
Đầu năm 2022, anh cùng  NCT 127 nhận giải Daesang tại Seoul Music Awards.
Ngày 21 tháng 4 năm 2022, Yuta xuất hiện trong trailer của High and Low: X Cross trong vai Suzaki Ryo, movie ra mắt vào 9/9/2022.

## Danh sách phim

### Chương trình radio
| Năm       | Tên chương trình             | Kênh       | Vai trò | Ghi chú   |
| --------- | ---------------------------- | ---------- | ------- | --------- |
| 2020- nay | NCT 127 ユウタのYUTA at Home | InterFM897 | DJ      | 2020-nay. |

### Chương trình truyền hình
| Năm      | Chương trình                              | Ghi chú          |
| -------- | ----------------------------------------- | ---------------- |
| 2020-nay | Natural Republic                          | Cùng với NCT 127 |
| 2021     | TEDDYISLAND X SLOWACID                    | Cùng với NCT 127 |
| 2021     | Analog Trip: Escape from the magic island | Cùng với NCT 127 |

### Phim điện ảnh
| Năm  | Tên phim             | Vai trò    | Ghi chú         |
| ---- | -------------------- | ---------- | --------------- |
| 2022 | High&Low The Worst X | đóng chính | bộ phim đầu tay |